# Vicious Cycle
Vicious Cycle je dvanácté studiové album americké southern rockové skupiny Lynyrd Skynyrd, vydané v roce 2003. Deska obsahuje skladbu „Mad Hatter“ věnovanou baskytaristovi Leon Wilkesonovi, který zemřel během nahrávání alba, a bonusový remake klasické písně Lynyrd Skynyrd „Gimme Back My Bullets“, kde zpívá Kid Rock.

## Seznam skladeb
| Pořadí         | Název                                                    | Autor                                                 | Délka |
| -------------- | -------------------------------------------------------- | ----------------------------------------------------- | ----- |
| 1.             | That's How I Like It                                     | Rossington, Van Zant, Thomasson, Medlocke, Eric Blair | 4:33  |
| 2.             | Pick Em Up                                               | Van Zant, Medlocke, Hambridge                         | 4:20  |
| 3.             | Dead Man Walkin'                                         | Rossington, Van Zant, Medlocke, Thomasson, Kevin Bowe | 4:30  |
| 4.             | The Way                                                  | Rossington, Van Zant, Medlocke, Thomasson             | 5:32  |
| 5.             | Red White & Blue (Love it or Leave)                      | Van Zant, Donnie Van Zant, Brad Warren, Brett Warren  | 5:31  |
| 6.             | Sweet Mama                                               | Rossington, Van Zant, Medlocke, Thomasson             | 3:59  |
| 7.             | All Funked Up                                            | Rossington, Van Zant, Medlocke, Thomasson, Peterik    | 3:33  |
| 8.             | Hell or Heaven                                           | Rossington, Van Zant, Medlocke, Peterik               | 5:14  |
| 9.             | Mad Hatter                                               | Rossington, Van Zant, Medlocke, Thomasson, Hambridge  | 5:38  |
| 10.            | Rockin' Little Town                                      | Rossington, Van Zant, Medlocke, Thomasson, Hambridge  | 3:36  |
| 11.            | Crawl                                                    | Rossinton, Van Zant, Medlocke, Thomasson, Peterik     | 5:09  |
| 12.            | Jake                                                     | Rossington, Van Zant, Medlocke, Thomasson, Hambridge  | 3:41  |
| 13.            | Life's Lessons                                           | Rossinton, Van Zant, Medlocke, Thomasson, Peterik     | 5:59  |
| 14.            | Lucky Man                                                | Rossinton, Van Zant, Medlocke, Thomasson              | 5:35  |
| 15.            | Gimme Back My Bullets (bonusová skladba, zpívá Kid Rock) | Ronnie Van Zant, Collins                              | 3:41  |
| Celková délka: | Celková délka:                                           | Celková délka:                                        | 70:40 |

## Obsazení
Lynyrd Skynyrd
- Johnny Van Zant – zpěv
- Gary Rossington – kytary
- Billy Powell – klávesy
- Ean Evans – baskytara
- Michael Cartellone – bicí
- Carol Chase – vokály
- Rickey Medlocke – kytary, zpěv
- Hughie Thomasson – kytary, vokály
- Dale Krantz-Rossington – vokály
- Leon Wilkeson – baskytara (ve skladbách „The Way“ a „Lucky Man“)

Hosté
- Kid Rock – zpěv ve skladbě „Gimme Back My Bullets“